# Berenbrock
Berenbrock là một đô thị ở huyện Börde thuộc bang Sachsen-Anhalt, nước Đức. Đô thị Berenbrock có diện tích 12,97 km², dân số thời điểm ngày 31 tháng 12 năm 2006 là 284 người.